# ايدون بني حسن
ايدون بني حسن قرية أردنية تقع إلى الشمال من العاصمة الأردنية عمان في محافظة المفرق وتعتبر جزء من بلديتها الكبرى. يقدر عدد سكانها بما يقارب 500 نسمة